# Automatic Yes
Automatic Yes is een nummer van de Duitse dj Zedd uit 2024, ingezongen door Amerikaanse singer-songwriter John Mayer. Het is de derde single van Telos, het derde studioalbum van Zedd.

## Achtergrondinformatie
In "Automatic Yes" worden de dancemuziek van Zedd en de poprock van John Mayer met elkaar gecombineerd. De tekst gaat over een man wiens ex een nieuwe vriend heeft gevonden, maar dat die haar ook alweer verlaten heeft. De liedverteller zou 'automatisch ja' zeggen als zijn ex vraagt bij hem terug te keren.
Het nummer bereikte nergens de hitlijsten. In Nederland werden, ondanks enige airplay op de radio, ook geen hitparades gehaald.

## Tracklijst
Muziekdownload
1. "Automatic Yes" - 3:25